# 累ヶ淵
累ヶ淵（かさねがふち）は、茨城県常総市羽生町の法蔵寺裏手辺りの鬼怒川沿岸の地名。江戸時代、この地を舞台とした累（るい、かさね）という女性の怨霊とその除霊をめぐる物語は広く流布した。

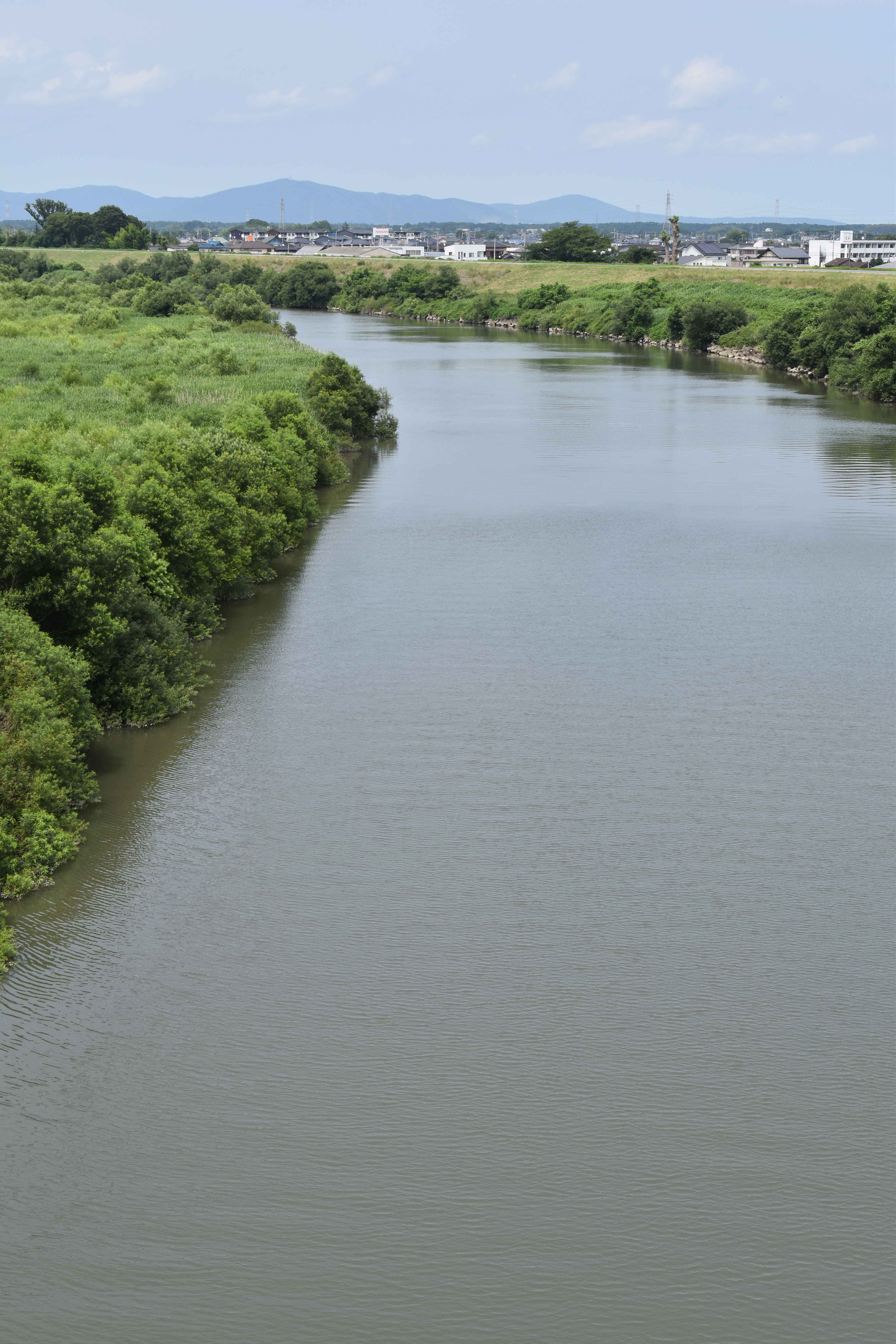
鬼怒川・累ヶ淵

この物語を題材にとり、四代目鶴屋南北作の『色彩間苅豆』（いろもようちょっとかりまめ）をはじめとした累物（かさねもの）と呼ばれる一群の歌舞伎作品がうまれたほか、三遊亭円朝は怪談噺『真景累ヶ淵』を作り上げた。

## 累の物語

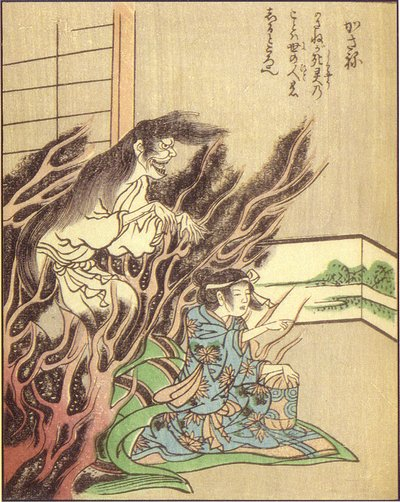
累
『絵本百物語』竹原春泉画

累の物語が最初に広く知られたのは、元禄3年（1690年）に出版された仮名草子本『死霊解脱物語聞書』が評判となった時である。同書によれば、慶長17年（1612年）から寛文12年（1672年）までの60年にわたって繰り広げられた実話に基づくとされている。ただし、同書に先行する作品としてほぼ同様な内容だが椋梨一雪の「古今犬著聞集」天和四年（1684年）がある。
下総国岡田郡羽生村（現在の茨城県常総市羽生町）に、百姓・与右衛門（よえもん）と、その後妻・お杉の夫婦があった。お杉の連れ子である娘・助（すけ）は生まれつき顔が醜く、足が不自由であったため、与右衛門は助を嫌っていた。そして助が邪魔になった与右衛門は、助を川に投げ捨てて殺してしまう。あくる年に与右衛門とお杉は女児をもうけ、累（るい）と名づけるが、累は助に生き写しであったことから助の祟りと村人は噂し、「助がかさねて生まれてきたのだ」と「るい」ではなく「かさね」と呼ばれた。
両親が相次いで亡くなり独りになった累は、病気で苦しんでいた流れ者の谷五郎（やごろう）を看病し、二代目与右衛門として婿に迎える。しかし谷五郎は容姿の醜い累を疎ましく思うようになり、累を殺して別の女と一緒になる計画を立てる。正保4年8月11日（1647年）、谷五郎は家路を急ぐ累の背後に忍び寄ると、川に突き落とし残忍な方法で殺害した。
その後、谷五郎は幾人もの後妻を娶ったが、尽く死んでしまう。6人目の後妻・きよとの間にようやく菊（きく）という名の娘が生まれた。寛文12年1月（1672年）、菊に累の怨霊がとり憑き、菊の口を借りて谷五郎の非道を語り、供養を求めて菊の体を苦しめた。近隣の飯沼にある弘経寺（ぐぎょうじ）遊獄庵に所化として滞在していた祐天上人はこのことを聞きつけ、累の解脱に成功するが、再び菊に何者かがとり憑いた。祐天上人が問いただしたところ、助という子供の霊であった。古老の話から累と助の経緯が明らかになり、祐天上人は助にも十念を授け戒名を与えて解脱させた。

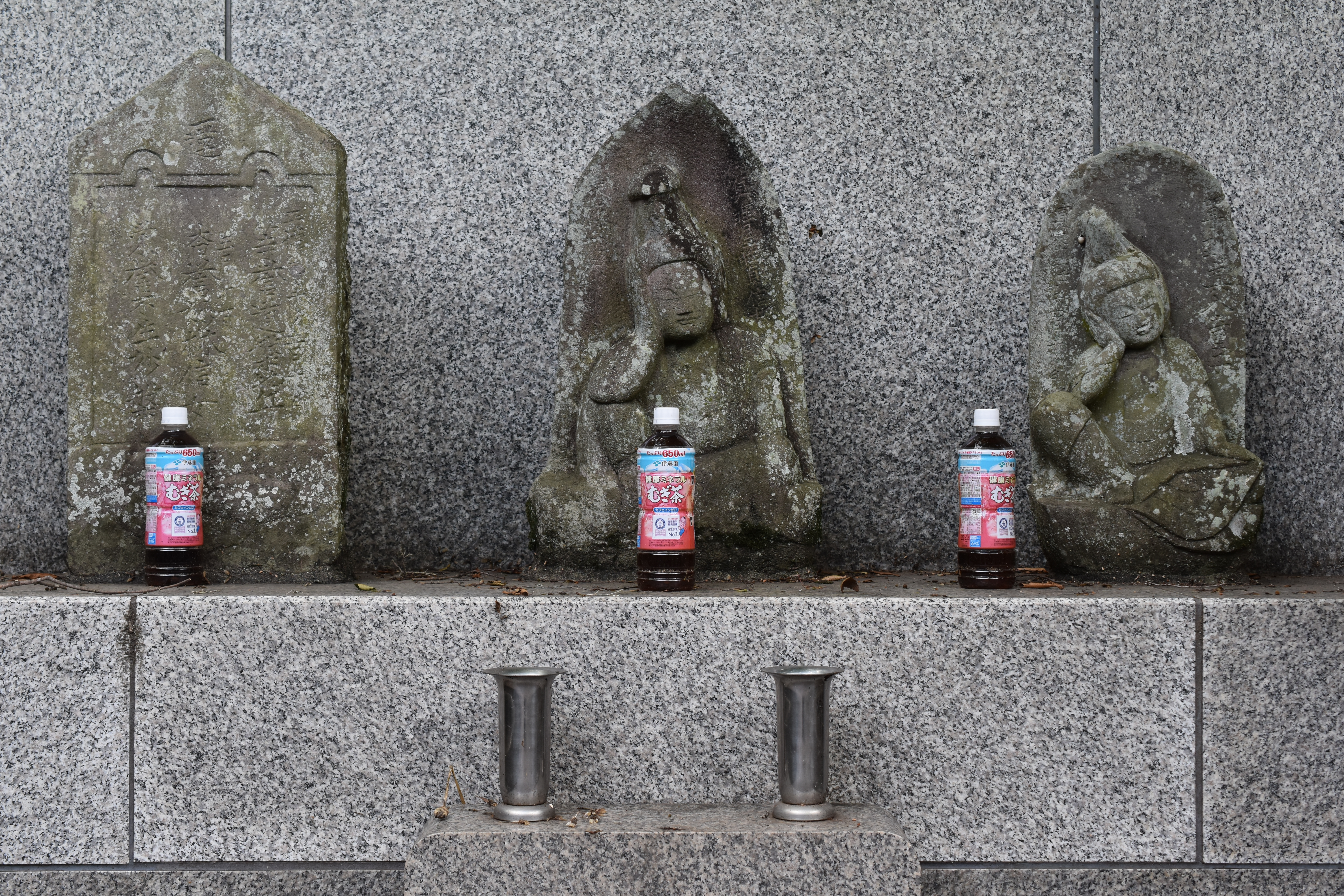
左から菊、累、助の墓

法蔵寺には累を弔った墓があり、常総市の指定文化財になっている。また、法蔵寺には祐天上人が解脱に用いたという数珠・累曼陀羅・木像なども保存されている。

## 作品化

### 江戸時代の作品化

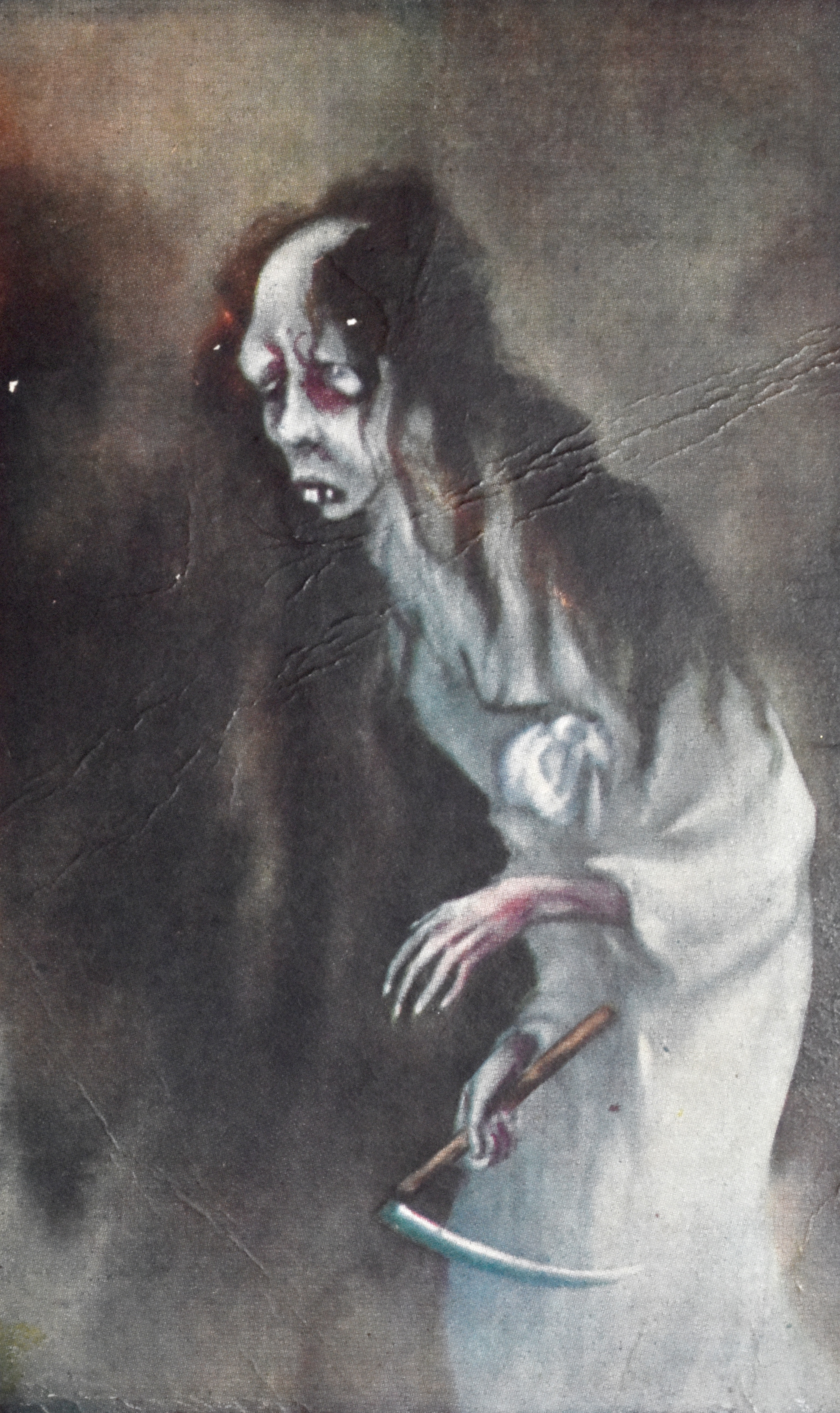
石井滴水『きぬ川の累』

累ヶ淵の物語は江戸時代を通じて流布し、これに触発された作品が多く制作された。「累」という名の女性主人公が、因果の中で「与右衛門」という名の夫に殺害され、怨霊となる筋立てが共通するが、設定は作品によってさまざまに変化している。
怪談として広く知られる契機になったのは四代目鶴屋南北作の「色彩間苅豆」（いろもようちょっとかりまめ）が上演されて以降とされるが、「色彩間苅豆」も、累ヶ淵の説話が広く知られていることを前提として脚色が加えられた作品である。
- 歌舞伎・文楽『薫樹累物語』（めいぼくかさねものがたり） - 寛政2年（1790年）初演
伊達騒動を題材とした『伊達競阿国戯場』（だてくらべおくにかぶき）の中の一幕に「身売りの累」として組み込まれたもので、のちに独立した演目となった。与右衛門が殺害した傾城高尾の妹が累という設定になっている。
- 歌舞伎舞踊『色彩間苅豆』（いろもようちょっとかりまめ） - 四代目鶴屋南北作、文政6年（1823年）初演。
通称『かさね』（『累』とも表記される）。歌舞伎『法懸松成田利剣』（けさかけまつなりたのりけん）の一部として制作された。
- 読本『新累解脱物語』 - 曲亭馬琴作　文化4年（1807年）大坂に旅行した際に知り合いとなった大坂の文金堂河内屋太助を版元に刊行。河内屋は自身を版元として『死霊解脱物語聞書』とみられる本を馬琴に贈って娯楽本位の物語の作成を依頼、しかし、『聞書』からの投影は少なく、上方で読本に仕立てられていた実録の一代記である祐天上人伝を元に全く新しい内容になっているとされる[3]。
- 落語（怪談噺）『真景累ヶ淵』 - 三遊亭圓朝作。安政6年（1859年）初演。
初演時の演目は『累ヶ淵後日の怪談』。明治になって、「神経」をもじった「真景」に改める。

### 映画
三遊亭圓朝の『真景累ヶ淵』を原作とする映画が、無声映画時代からたびたび制作されている。
- 累ヶ淵 （1924年、長尾史録監督）
- 怪談累ヶ淵（1930年、二川文太郎監督）
- 怪談累ヶ渕（1937年、小倉八郎監督）
- 怪談かさねが渕（1957年、中川信夫監督）
- 怪談累が淵（1960年、安田公義監督）
- 怪談累が渕（1970年、安田公義監督）
- 怪談（2007年、中田秀夫監督）

## アクセス
関東鉄道常総線中妻駅から約873mあるいは飯沼バス停下車